# Idylle

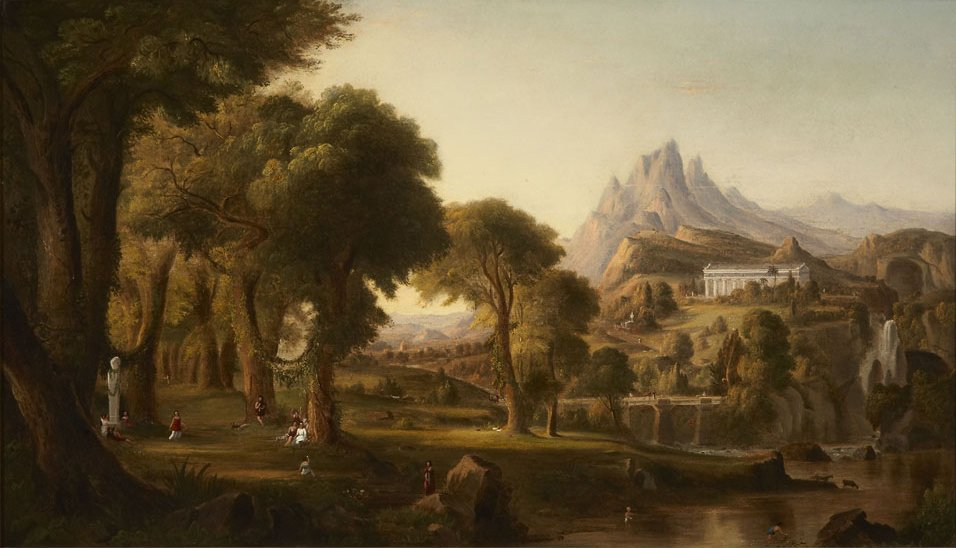
Droom van Arcadië, door Robert S. Duncanson, 1852

Een idylle (afgeleid van het Griekse eidyllion, kleine beeltenis) is een kort gedicht; veelal een beschrijving van landschappen, landelijke taferelen, burchten enzovoort, beschreven in een vredige en harmonische stijl. De idylle wordt vaak verbonden met het beeld van Arcadië, is ook nauw verwant aan het herdersgedicht of de ecloge, maar heeft een wat bredere betekenis die zich ook niet beperkt tot de dichtkunst.
Als vader van de idylle wordt de Griek Theocritus (3e eeuw voor Christus) beschouwd, en later ook de Romeinse dichter Vergilius. In het begin van de 18e eeuw, tijdens de Romantiek, kende het genre een sterke opleving en had het belangrijke vertegenwoordigers in de Italiaanse dichter Giacomo Leopardi en de Engelsman Alfred Tennyson, maar ook Johann Wolfgang von Goethe en William Wordsworth schreven idyllen. De recentste Nederlandse bundel die dit genre omhelst is de bundel Idyllen van Ilja Leonard Pfeijffer, die verscheen in 2015 en de VSB Poëzieprijs won van 2016.
De term idylle (en idyllisch) wordt ook gebruikt in de schilderkunst (bijvoorbeeld William-Adolphe Bouguereau) en de muziek (zoals Wagners Siegfried-Idyll), in een vergelijkbare betekenis.